# Plat eller krone (film)
 For alternative betydninger, se Plat eller krone (flertydig). (Se også artikler, som begynder med Plat eller krone)
Plat eller Krone er en dansk spillefilm fra 1937 instrueret af Jon Iversen efter manuskript af Paul Sarauw. Musikken er komponeret af Emil Reesen.

## Handling
Vi befinder os til en opførelse af "Gøngehøvdingen" på dukketeater. Dukketeatrets ejer, instruktør og hele skuespillerstab er Erik Steen, hvis forældre har indbudt alle Eriks kammerater til børnebal. Blandt tilskuerne finder vi Herkules, Eriks uadskillelige ven og legekammerat. Mange led binder de to drenge sammen for resten af livet. De to barndomsvenner havner to vidt forskellige steder i tilværelsen.

## Medvirkende
- Ib Schønberg
- Angelo Bruun
- Rasmus Christiansen
- Lis Smed
- Carl Viggo Meincke
- Johannes Meyer